# Namu Range
Namu Range är ett berg i Kanada.   Det ligger i provinsen British Columbia, i den sydvästra delen av landet, 3 800 km väster om huvudstaden Ottawa. Toppen på Namu Range är 862 meter över havet, eller 7 meter över den omgivande terrängen. Bredden vid basen är 0,11 km.
Terrängen runt Namu Range är huvudsakligen kuperad, men österut är den bergig. Trakten runt Namu Range är nära nog obefolkad, med mindre än två invånare per kvadratkilometer.. 
I omgivningarna runt Namu Range växer i huvudsak barrskog.